# Kiyonosuke Marutani
Kiyonosuke Marutani, és un exfutbolista japonès.

## Selecció japonesa
Kiyonosuke Marutani va disputar 1 partits amb la selecció japonesa.